# KITSAT-1
KITSAT-1 hoặc KITSAT-A (Vệ tinh của Viện Công nghệ Hàn Quốc) là Vệ tinh đầu tiên được phóng cho Hàn Quốc. Sau khi được phóng, vệ tinh được đặt biệt danh là "Uribyol" (우리별). 10 tháng 8 năm 1992.